# Бернард Беренсон
Бернард Беренсон (енгл. Bernard Berenson; Бутримонис (код Вилњуса), 26. јун 1865 — Лондон, 6. октобар 1959) био је знаменити амерички историчар уметности, чија је специјалност била ренесанса. У своје време је био чувен по атрибуцији дела старих мајстора. 
Павле Карађорђевић је био дугогодишњи пријатељ Бернарда Беренсона и његове супруге Мери, почев од 1914. Од тада они су блиски пријатељи који су водили честу преписку. Беренсонови су донирали дела Писароа, Кондера и Матиса (дело: „Црвене букве”) збирки кнеза Павла. Бернард је саветима утицао на формирање кнежеве колекције. 